# Zeke Sinicola
Emilio Joseph "Zeke" Sinicola (Harlem, Nueva York, Estados Unidos, 25 de enero de 1929 - Manhattan, Nueva York, 6 de junio de 2011) fue un jugador de baloncesto estadounidense que jugó durante 2 temporadas en la NBA. Con 1,78 metros de estatura, lo hacía en la posición de base.

## Trayectoria deportiva

### Universidad
Jugó durante cuatro temporadas con los Purple Eagles de la Universidad de Niágara, en las que promedió 13,9 puntos por partido. Es el único jugador en la historia de los Purple Eagles que ha sido elegido en una primera ronda del Draft de la NBA.

### Profesional
Fue elegido en la cuarta posición del Draft de la NBA de 1951 por Fort Wayne Pistons, pero solo llegó a disputar tres partidos en su primer año como profesional, en los que tan solo anotó 2 puntos. Tras un año en blanco, en la temporada 1953-54 disputó 9 partidos más con los Pistons, en los que promedió 1,2 puntos.

## Estadísticas de su carrera en la NBA

### Temporada regular
| Temporada | Edad | Equipo     | Liga | P  | TIT | MIN | TC  | TCA | %TC  | 3P | 3PA | %3P | TL  | TLA | %TL  | R.OF. | R.DEF. | REB | ASIS | ROB | TAP | PER | FP  | PTS |
| 1951-52   | 23   | Fort Wayne | NBA  | 3  |     | 5.0 | 0.3 | 1.3 | .250 |    |     |     | 0.0 | 0.7 | .000 |       |        | 0.3 | 0.0  |     |     |     | 0.7 | 0.7 |
| 1953-54   | 25   | Fort Wayne | NBA  | 9  |     | 5.9 | 0.4 | 1.8 | .250 |    |     |     | 0.3 | 0.7 | .500 |       |        | 0.1 | 0.3  |     |     |     | 0.9 | 1.2 |
| Total     |      |            | NBA  | 12 |     | 5.7 | 0.4 | 1.7 | .250 |    |     |     | 0.3 | 0.7 | .375 |       |        | 0.2 | 0.3  |     |     |     | 0.8 | 1.1 |